# 14. podmorniška flotilja (Wehrmacht)
Za druge 14. flotilje glejte 14. flotilja.
14. podmorniška flotilja je bila bojna podmorniška flotilja v sestavi Kriegsmarine med drugo svetovno vojno.

## Baze
- 15. december 1944 - 8. maj 1945: Narvik

## Podmornice
Razredi podmornic
- VIIC, VIIC41

Seznam podmornic
- U-294, U-295, U-299, U-318, U-427, U-716, U-995, U-997

## Poveljstvo
Poveljnik
- Kapitan korvete Helmut Möhlmann (15. december 1944 - 8. maj 1945)